# 科特利亞里
49°54′39″N 36°17′45″E / 49.91083°N 36.29583°E
科特利亞里（烏克蘭語：Котлярі）是位於烏克蘭東部的村莊，由哈爾科夫州哈爾科夫區的貝茲柳季夫卡市鎮負責管轄。該村始建於1912年，面積1.63平方公里，海拔高度127米，2001年人口2,086，人口密度每平方公里1,279.8人。